# مسمار نخاعي

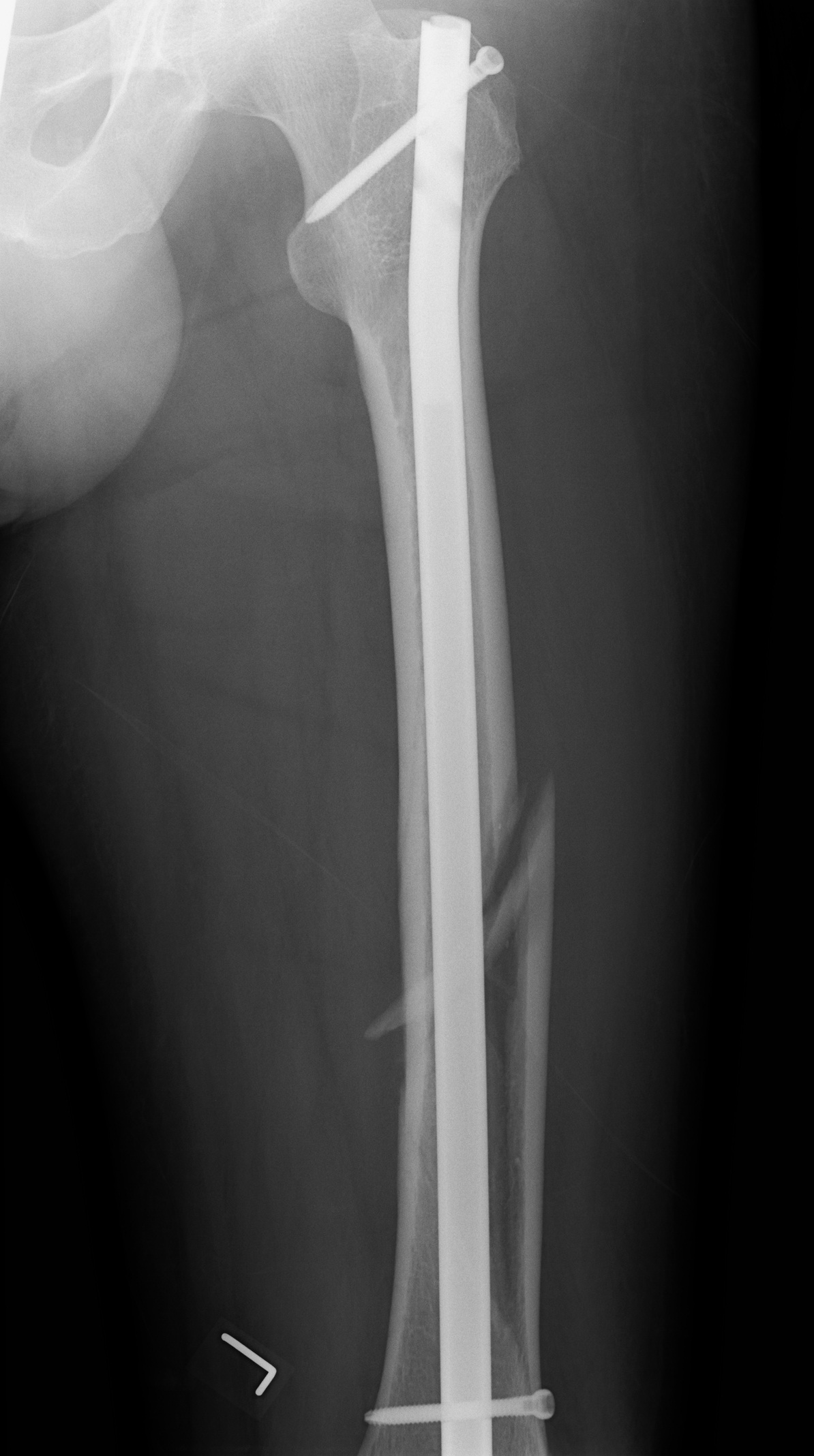

المسمار النخاعي هو جهاز يستخدم لمعالجة كسور العظام بوضعه داخل القناة النخاعية للعظم المكسور. كان أول من استخدمه في صورته البسيطة هو الجراح الألماني غيرهارد كونتشر (بالألمانية Gerhard Küntscher) سنة 1939 لعلاج جنود الحرب العالمية الثانية الألمان المصابين بكسور عظمة الفخذ، وكان المسمار (الذي سمي فيما بعد باسم "مسمار كونتشر") ذا مقطع عرضي مثلثي. وكان علاج كسور عظمة الفخذ قبل اختراع كونتشر لهذا المسمار يقتصر على الشد أو التجبيس، وهو ما كان يتطلب مكوث المصاب بالفراش لفترات طويلة، وقد ساعد استخدام مسمار كونتشر على الإسراع بعودة الجنود المصابين إلى حياتهم الطبيعية، نظراً لأن دوره هو مشاركة العظمة المكسورة في حمل وزن الجسم، وليس مجرد تدعيم العظمة كلياً.

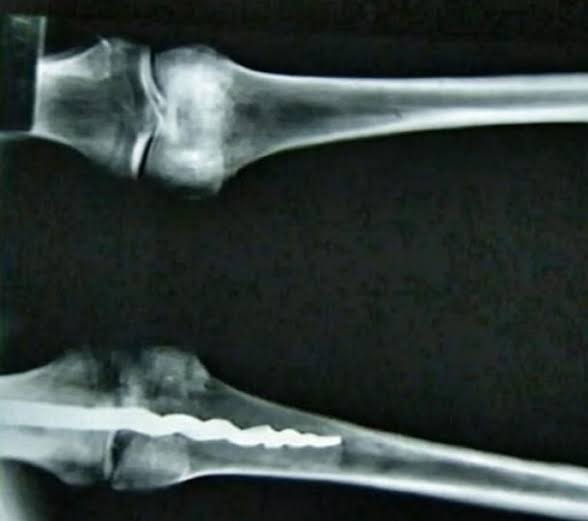
تصوير بالأشعر السينية للمسمار النخاعي في قدم مومياء أوسر مونتو

تم العثور على أقدم مسمار داخل النخاع في القدم اليسرى لمومياء رجل مصري يُدعى أوسر مونتو منذ أكثر من 3500 عام.